# Mylabris svacopina
Mylabris svacopina es una especie de coleóptero de la familia Meloidae.

## Distribución geográfica
Habita en Sudáfrica.